# Ryūsuke Sakai
Ryūsuke Sakai (japanisch 酒井 隆介 Sakai Ryūsuke; * 7. September 1988 in Moriyama) ist ein ehemaliger japanischer Fußballspieler.

## Karriere
Sakai erlernte das Fußballspielen in der Jugendmannschaft von Nagoya Grampus Eight und der Universitätsmannschaft der Komazawa-Universität. Seinen ersten Vertrag unterschrieb er 2011 beim Kyoto Sanga FC. Der Verein spielte in der zweithöchsten Liga des Landes, der J2 League. Für den Verein absolvierte er 99 Ligaspiele. 2015 wechselte er zum Erstligisten Matsumoto Yamaga FC. Am Ende der Saison 2015 stieg der Verein in die zweite Liga ab. Für den Verein absolvierte er 36 Ligaspiele. Im Juli 2016 wechselte er zum Erstligisten Nagoya Grampus. Am Ende der Saison 2016 stieg der Verein in die zweite Liga ab. 2018 wechselte er auf Leihbasis zum Ligakonkurrenten FC Machida Zelvia. Für den Verein aus Machida absolvierte er 27 Zweitligaspiele. Nach der Ausleihe wurde er von Machida fest unter Vertrag genommen. Von 2019 bis 2021 spielte er 57-mal mit dem Verein in der zweiten Liga.
Am 1. Februar 2022 beendete Sakai seine Karriere als Fußballspieler.

## Erfolge
Kyoto Sanga FC
- Kaiserpokal: 2011 (Finalist)